# 徐邦華
徐邦華（？—？），江西广信府永豐縣軍籍。

## 生平
万历三十一年（1603年）癸卯科江西乡试举人，四十一年（1613年）癸丑科進士，授福建政和县知县。